# Візьми очі в руки!
«Візьми очі в руки!» (рос. «Смотри в оба!») — радянський художній фільм 1981 року, знятий на Кіностудії ім. М. Горького.

## Сюжет
Сюжет розгортається у 1921 році, в кінці Громадянської війни. Молодий комсомолець Олексій Команов отримує завдання Революційного комітету відправити на буксирі теплі речі в Петроград для дитячої комуни. Команову дають в помічники якогось Ликіна, який відрекомендувався механіком, тому що необхідно було налагодити мотор річкового буксира. «Дивись за цим фруктом в обидва!» — сказав представник ревкому Команову, даючи зрозуміти, що необхідно доглядати за цим пронирливим, жвавим на мову чоловіком. Під час руху до буксира Команов і Ликін стикаються з бандитами, і вступають з ними в боротьбу. Ликін гине, а Команов, дивом залишився в живих, встає за штурвал буксира, який тягнув баржу з речами для дитячої комуни.

## У ролях
- Борислав Брондуков —  Ликін, механік
- Федір Сухов —  Олексій Команов, уповноважений червоноармієць  (озвучив Володимир Конкін)
- Світлана Орлова —  Анастасія, сестра милосердя
- Ніна Алісова —  матінка-ігуменя
- Олексій Серебряков —  Михайло Комаров
- Олександр Яковлєв —  Філін, отаман банди
- Віктор Іллічов —  Довгий («Фітіль»), член банди
- Юрій Дубровін —  Мітя, член банди
- Нартай Бегалін —  Ілдар, білогвардієць
- Микола Горлов — Єгорій
- Людмила Кузьміна —  червоний командир
- Олександр Лебедєв —  Платов, червоноармієць
- Раднер Муратов —  Закіров
- Анатолій Скорякин —  Колбасюк
- Микола Смирнов —  комісар
- Леонід Трутнєв —  осавул Говорухін

## Знімальна група
- Режисер: Володимир Мартинов, Ельдор Уразбаєв
- Автор сценарію: Олександр Бородянський
- Оператор: Вадим Алісов
- Художник: Семен Веледницький
- Композитор: Едуард Хагагортян